# (7029) 1993 XT2
(7029) 1993 XT2 est un objet de la ceinture principale extérieure de 17,961 km de diamètre découvert en 1993.

## Description
(7029) 1993 XT2 a été découvert le 14 décembre 1993 à l'observatoire Palomar, situé au nord de San Diego en Californie, par le programme Palomar Planet Crossing Asteroid Survey (PCAS).

### Caractéristiques orbitales
L'orbite de cet astéroïde est caractérisée par un demi-grand axe de 3,24 UA, un périhélie de 3,07 UA, une excentricité de 0,05 et une inclinaison de 10,65° par rapport à l'écliptique. Du fait de ces caractéristiques, à savoir un demi-grand axe entre 3,2 et 4,6 UA, il est classé, selon la JPL Small-Body Database, comme objet de la ceinture principale extérieure.

### Caractéristiques physiques
(7029) 1993 XT2 a une magnitude absolue (H) de 12,1 et un albédo estimé à 0,087, ce qui permet de calculer un diamètre de 17,961 km. Ces résultats ont été obtenus grâce aux observations du Wide-field Infrared Survey Explorer (WISE), un télescope spatial américain mis en orbite en 2009 et observant l'ensemble du ciel dans l'infrarouge, et publiés en 2012 dans un article présentant les résultats concernant 13 511 astéroïdes de la ceinture principale.